# 埃爾姆布魯夫 (阿拉巴馬州)
埃爾姆布魯夫（英語：Elm Bluff）是一個位於美國阿拉巴馬州達拉斯縣的非建制地區。該地的面積和人口皆未知。

## 地理
埃爾姆布魯夫的座標為32°09′11″N 87°04′19″W / 32.15305°N 87.07194°W，而該地最高點為海拔高度110米（即361英尺）。